# Decimus Iunius Silanus (consul en -62)
Pour les articles homonymes, voir Junius Silanus.
Decimus Junius Silanus est un sénateur romain du Ier siècle av. J.-C.

## Biographie
Decimus Junius Silanus est le fils de Marcus Junius Silanus, consul en 109 av. J.-C. Il est le beau-père de Marcus Junius Brutus car il a épousé sa mère, Servilia, qui lui donne trois filles et un fils Marcus Iunius Silanus.
Il devient édile en 70 av. J.-C., perd l'élection pour devenir consul en 63 av. J.-C., mais gagne finalement l'année suivante. Lors de la réunion du Sénat le 5 décembre 63 av. J.-C., lors de la conjuration de Catilina, Cicéron, consul en exercice, l'interroge en premier, en tant que consul désigné, sur le sort à appliquer aux conjurés qui ont été appréhendés. Silanus se prononce pour leur exécution,. 
Il est consul de la République romaine en 62 av. J.-C. avec Lucius Licinius Murena.